# Shihomi Fukushima
Shihomi Fukushima, född 19 juni 1995, är en japansk fäktare som vid OS 2024 ingick i det japanska laget som tog brons i sabel.